# Крассов, Олег Игоревич
Оле́г И́горевич Кра́ссов (26 ноября 1952, Москва — 24 августа 2017) — российский правовед, Доктор юридических наук, профессор. Участвовал в разработке многих законодательных проектов в области земельного права, был членом диссертационного совета при МГУ имени М. В. Ломоносова, а также читал в этом университете курсы лекций, автор более 140 опубликованных научных трудов.

## Биография
В 1970 году поступил на Юридический факультет Московского Государственного университета имени М. В. Ломоносова, который окончил в 1975 году.
В 1975—1979 годах обучался в очной аспирантуре Института государства и права Академии наук Союза ССР. 23 января 1979 года защитил кандидатскую диссертацию по теме: «Правовой режим земель государственного лесного фонда» (научный руководитель старший научный сотрудник И. А. Иконицкая). Защита состоялась в Институте государства и права АН СССР.
В 1991 году защитил докторскую диссертацию по теме: «Право лесопользования в СССР».
Защита состоялась в Институте государства и права АН СССР. 10 января 1992 года О. И. Крассову была присуждена ученая степень доктора юридических наук, а в 22 декабря 1993 года — ученое звание профессора.
С 1978 года по 1992 год работал в Институте государства и права Российской Академии наук в должности старшего научного сотрудника. С 1992 года по 1995 год работал начальником отдела экологического и земельного права Конституционного суда Российской Федерации. Совмещал работу в Конституционном суде РФ с педагогической — с 1992 по 1995 год работал в должности профессора кафедры экологического и аграрного права Московского Юридического института.
О. И. Крассов работает на Юридическом факультете с 01 сентября 1995 года. Читает лекционные курсы «Земельное право», «Экологическое право» (в том числе, в рамках международно-правовой программы Юридического факультета МГУ имени М. В. Ломоносова в Женеве — в Международном центре МГУ имени Ломоносова. Читает специальный курс «Актуальные проблемы природноресурсового права».
О. И. Крассов является членом Диссертационного Совета при МГУ имени М. В. Ломоносова Д 501.001.99 (на юридическом факультете).
Стажировался в 1990—1991 годах в Колледже права Иллинойского университета, имеет степень магистра права (LLM).
Доктор юридических наук, профессор О. И. Крассов в течение длительного времени работал адвокатом, с 1995 года по 1997 год состоял членом Межреспубликанской коллегии адвокатов с 1997 по 2002 год — членом специализированной коллегии адвокатов «Инюрколлегия»
Адвокат «Инюрколлегии» О. И. Крассов выиграл первый в России арбитражный процесс о купле-продаже предприятия как имущественного комплекса (см. подробнее: Постановление Президиума Пленума Высшего Арбитражного Суда РФ по делу № 951/96 от 20.08.1996 г., Крассов О. И. «Первый процесс о купле-продаже предприятия длился тысячу дней» // Бизнес-адвокат. 1997. № 11).
Доктор юридических наук, профессор О. И. Крассов участвовал в качестве эксперта в судебном процессе в Лондонском Международном арбитражном суде по делу о признании недействительным договора купли продажи земельных участков в связи с их резервированием для государственных нужд.
Адвокат О. И. Крассов выиграл арбитражный процесс по иску инвестиционной компании к Департаменту имущественных отношений Краснодарского края о приватизации ею крупного земельного участка на Черноморском побережье и последующей его застройки и др.
Доктор юридических наук, профессор О. И. Крассов имеет опыт консультирования и подготовки экспертных заключений, например, именно им:
- подготовлено экспертное заключение по делу о правомерности строительства группой ОАО «Газпром» «Общественно — делового центра „Охта“ в г. Санкт — Петербурге
- доказана несостоятельность предъявленных крупной лесопромышленной компании исковых требований о возмещении ущерба, причиненного окружающей среде, за неочистку лесосек от порубочных остатков;
- подготовлено экспертное заключение по делу в Верховном Суде РФ о признании недействующими ряда положений Методики исчисления вреда, причиненного водным объектам вследствие нарушения водного законодательства, утверждённой приказом Министерства природных ресурсов РФ от 30 марта 2007 г. № 71;
- консультирование крупной инвестиционной девелоперской компании по вопросу о приобретении в собственность земельного участка общей площадью 256 га в Московской области;
- представление интересов крупной нефтегазодобывающей компании, привлеченной к делу по иску ОАО „Газпром“ к Минприроды России и Федеральному агентству по недропользованию, в качестве третьего лица;
- обоснована правомерность действий Администрации г. Сургута по вопросу о порядке предоставления земельных участков на торгах и без проведения торгов;
- доказана правомерность строительства объектов туристской инфраструктуры на земельном участке с разрешенным использованием „для ремонта плавсредств, строительства эллингов, организации туризма“ в составе земель промышленности и иного специального назначения, принадлежащем туристическому комплексу и др.

## Законотворческая деятельность
Доктор юридических наук, профессор О. И. Крассов имеет богатый опыт законотворческой деятельности. О. И. Крассов принимал участие в разработке ряда нормативных правовых актов:
- Положения об аренде лесов в СССР;
- Основ законодательства о поселениях, градостроительстве и архитектуре Союза ССР и союзных республик;
- Основ лесного законодательства Российской Федерации;
- Основ водного законодательства Российской Федерации;
- Закона Российской Федерации „О недрах“;
- Федерального закона „Об охране окружающей природной среды“;
- Федерального закона „Об экологической экспертизе“;
- Федерального закон „Об экологической безопасности“;
- Федерального закона „О мелиорации земель“;
- Федерального закона „О зонах экологического бедствия“;
- Лесного кодекса Российской Федерации и мн.др.

## Публикации
Автор более 140 опубликованных научных трудов, в том числе монографий, комментариев к законодательным актам, учебников и учебных пособий (в том числе в соавторстве), (некоторые примеры) среди них:
- Земельное право: Учебник. М.: Норма. 2012;
- Экологическое право. Учебник. М.: Норма. 2012;
- Комментарий к Земельному кодексу РФ. М.: Норма. 2009. (рекомендован Судебным департаментом при Верховном Суде Российской Федерации для судов общей юрисдикции);
- Экологическое право. Россия: „Норма“. 2008;[4]
- Толковый словарь земельного права — М. Городец. 200;
- Комментарий к Лесному кодексу РФ. М., „Норма“. 2007;
- Земельное право. М., „Юрист“, 2007.- 671 с.;
- Земельное право: Учебник. — 2-е изд. перераб. и доп. — М.:Юристъ, 2004. — 671 с.;
- Экологическое право: Учебник для вузов. — М.: Норма. 2004. — 576 с.;
- Земельное право современной России. М.: Издательство „Дело“. 2003. — 624 с.;
- Экологическое право. М.: Издательство „Норма“, 2003. — 320 с.;
- Природные ресурсы России: Комментарий законодательства. М.: Дело, 2002. — 816 с.;
- Комментарий к Земельному кодексу РФ. М.: Юрист. 2002. — 779 с.;
- Комментарий к Закону РФ „О недрах“. М.: Юрист. 2002. — 480 с.;
- Комментарий к Градостроительному кодексу РФ. — М.: „Юрист“, 2001. — 718 с.;
- Водный кодекс Российской Федерации (постатейный комментарий) // Закон. 2001. № 5. С.5-35;
- Экологическое право. — М.: Изд-во „Дело“, 2001. — 767 с.;
- Право частной собственности на землю. — М.: Юристъ. 2000. — 379 с.;
- Земельное право: Учебник. — М.: Юристъ. 2000. — 624 с.;
- Право частной собственности на землю: Купля-продажа, аренда, приватизация, судебная защита. М.: Белые альвы. 1995—144 с.;
- Комментарий к Основам лесного законодательства Российской Федерации. М.: Юрид. лит. 1995—280 с.;
- Комментарий к Водному Кодексу Российской Федерации / М.: Юстицинформ. 1997. — 327 с. (в соавт.);
- Правовой режим земель государственного лесного фонда. М.: Наука. 1985.
- Право лесопользования в СССР. М.: Наука. 1991;[5]
- Право собственности на леса // Экологическое право. 2006. № 2, 3;
- Правовые требования охраны окружающей среды в градостроительстве // Законодательство и экономика. 2001. № 3. С. 35-45;
- Современное земельное законодательство в вопросах и ответах профессоров кафедры экологического и земельного права Юридического факультета МГУ // Экологическое право России. Сборник материалов научно-практической конференции. Выпуск пятый. (2005-2007 гг.): Учебное пособие для ВУЗов / Под ред. А. К. Голиченкова. М.: Форгрейфер. С.332-334 (в соавт. с Голиченковым А. К., Волковом Г. А., Васильевой М. И., Петровой Т. В.);
- Правовой режим земель как правовая категория // Экологическое право России: Сборник материалов научно-практических конференций. Выпуск второй. 1999—2000 гг. / Под ред. А. К. Голиченкова. Сост.: А. К. Голиченков,И. А. Игнатьевой. М.: ПОЛТЕКС. 2001.С. 142—145;
- Правовое регулирование застройки и зонирования территорий поселений. Правовой режим отдельных видов территориальных зон // Законодательство и экономика. 2001. № 7. С.35-73;
- Порядок разработки, утверждения и экспертизы градостроительной документации. Генеральные планы и проекты, черты городских и сельских поселений // Законодательство и экономика. 2001. № 6. С.28-50;
- Особенности правового регулирования использования земель поселений в градостроительном законодательстве // Законодательство и экономика. 2001. № 5. С. 31-49;
- Комментарий законодательства о животном мире // Законодательство и экономика. 2001. № 9. С. 4-57;
- Градостроительное право России // Экологическое право России: Сборник материалов научно-практических конференций. Выпуск второй. 1999—2000 гг. / Под ред. А. К. Голиченкова. Сост.: А. К. Голиченков, И. А. Игнатьева. М.: ПОЛТЕКС. 2001. С. 385—389;
- Формирование института права частной собственности в России // Экологическое право России: Сборник материалов научно-практических конференций 1996—1998 гг. / Под ред. А. К. Голиченкова. Сост.: Александр Константинович Голиченков, И. А. Игнатьева. М.: Зерцало. 1999. С. 367—371;
- Природноресурсовое право (право природных ресурсов) как отрасль права. Новая программа учебного курса // Экологическое право России: Сборник материалов научно-практических конференций 1996—1998 гг. / Под ред. А. К. Голиченкова. Сост.: А. К. Голиченков, И. А. Игнатьева. М.: Зерцало. 1999. С.115-118;
- Отдельные конституционные аспекты земельных отношений // Экологическое право России: Сборник материалов научно-практических конференций 1996—1998 гг. / Под ред. А. К. Голиченкова. Сост.: А. К. Голиченков, И. А. Игнатьева. М.: Зерцало. 1999. С.157-159;
- Право государственной собственности на природные ресурсы // Государство и право. 1995. № 9 и др.

За время работы на Юридическом факультете МГУ имени М. В. Ломоносова О. И. Крассов подготовил шесть кандидатов юридических наук (Н. Г. Нарышеву, Е. Н. Пугач, Н. Л. Лисину, А. А. Минаеву, Н. А. Голышева, И. С. Иващука), двое из которых — Н. Г. Нарышева, А. А. Минаева работают на Кафедре в настоящее время.